# NGC 4817
NGC 4817 је галаксија у сазвежђу Береникина коса која се налази на NGC листи објеката дубоког неба.
Деклинација објекта је + 27° 56' 25" а ректасцензија 12h 56m 29,6s. Привидна величина (магнитуда) објекта NGC 4817 износи 14,7 а фотографска магнитуда 15,7. NGC 4817 је још познат и под ознакама NPM1G +28.0248, DRCG 27-140, PGC 83663.